# 堀米航平
堀米 航平（ほりごめ こうへい、1995年9月18日 - ）は、ジャパンラグビーリーグワンリコーブラックラムズ東京に所属するラグビー選手。練習風景やプライベートの様子などを自身のチャンネル で公開するYoutuber としての顔も持つ。

## プロフィール
- 埼玉県所沢市出身[2]。
- ポジションはスタンドオフ(SO)。
- 身長 177 cm、体重 89 kg
- ニックネームはゴメス、こうへい。
- オールスターゲームの対抗戦選抜に選ばれたことがある[3]。

## 来歴
10歳からラグビーを始めた。
2014年、流経大柏高校卒業後、明治大学に入る。なお流経大柏高校時代、主将を務めて、高校日本代表候補に選ばれたことがある。
2018年、明治大学卒業後、リコーブラックラムズ(現・リコーブラックラムズ東京)に加入。同年9月15日に行われたジャパンラグビートップリーグ第3節のコカ・コーラレッドスパークス戦にて先発出場で公式戦初出場を果たす。